# Spannungsfolger

Spannungsfolger mit OPV

Ein Spannungsfolger ist eine elektrische Schaltung, die als aktives elektrisches Bauelement eine Impedanzwandlung vornimmt. Spannungsfolger haben eine theoretische Spannungsverstärkung von eins.
Das Ziel des Spannungsfolgers ist es, eine Spannungsquelle möglichst gering zu belasten und gleichzeitig eine gleich große, aber belastbare Spannung zu erzeugen. Spannungsfolger finden sich in Messgeräten mit hohem Eingangswiderstand, aber auch in Impedanzwandlerschaltungen der Tontechnik. Spannungsfolger sind die Grundschaltung einiger Netzteile.
Typischerweise werden dazu Operationsverstärker (OPV) verwendet und wie in nebenstehender Skizze dargestellt geschaltet. Die Spannung Ue bezeichnet die Eingangsspannung, welche hochohmig abgegriffen wird. Ua ist die Ausgangsspannung. Mit Operationsverstärkern können Eingangswiderstände im Gigaohmbereich und gleichzeitig Ausgangswiderstände im Ohmbereich realisiert werden.
Ein gegenüber dem Operationsverstärker auf höhere Spannungsanstiegsgeschwindigkeit und höheren Ausgangsstrom optimierter Spannungsfolger-IC, der auf dieser Grundschaltung basiert, stellt der „High-Speed Buffer“ TI BUF634 dar.